# Lago Columna
Lago Columna är en sjö i Argentina.   Den ligger i provinsen Santa Cruz, i den södra delen av landet, 1 800 km sydväst om huvudstaden Buenos Aires. Lago Columna ligger 559 meter över havet. Arean är 5,2 kvadratkilometer. Den sträcker sig 2,1 kilometer i nord-sydlig riktning, och 4,7 kilometer i öst-västlig riktning.
Omgivningarna runt Lago Columna är i huvudsak ett öppet busklandskap. Trakten runt Lago Columna är nära nog obefolkad, med mindre än två invånare per kvadratkilometer.